# Myracrodruon urundeuva
Myracrodruon urundeuva Allemão, 1862 è un albero della famiglia delle Anacardiacee, noto con i nomi comuni di aroeira-do-sertão, aroeira preta, urundeúva, urindeúva, arindeúva.

## Descrizione

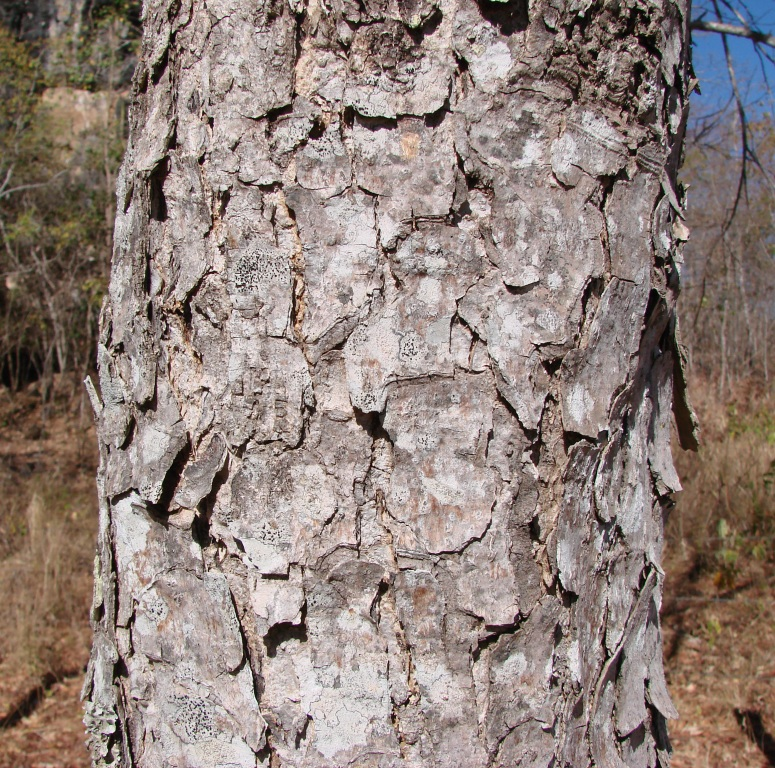
Tronco
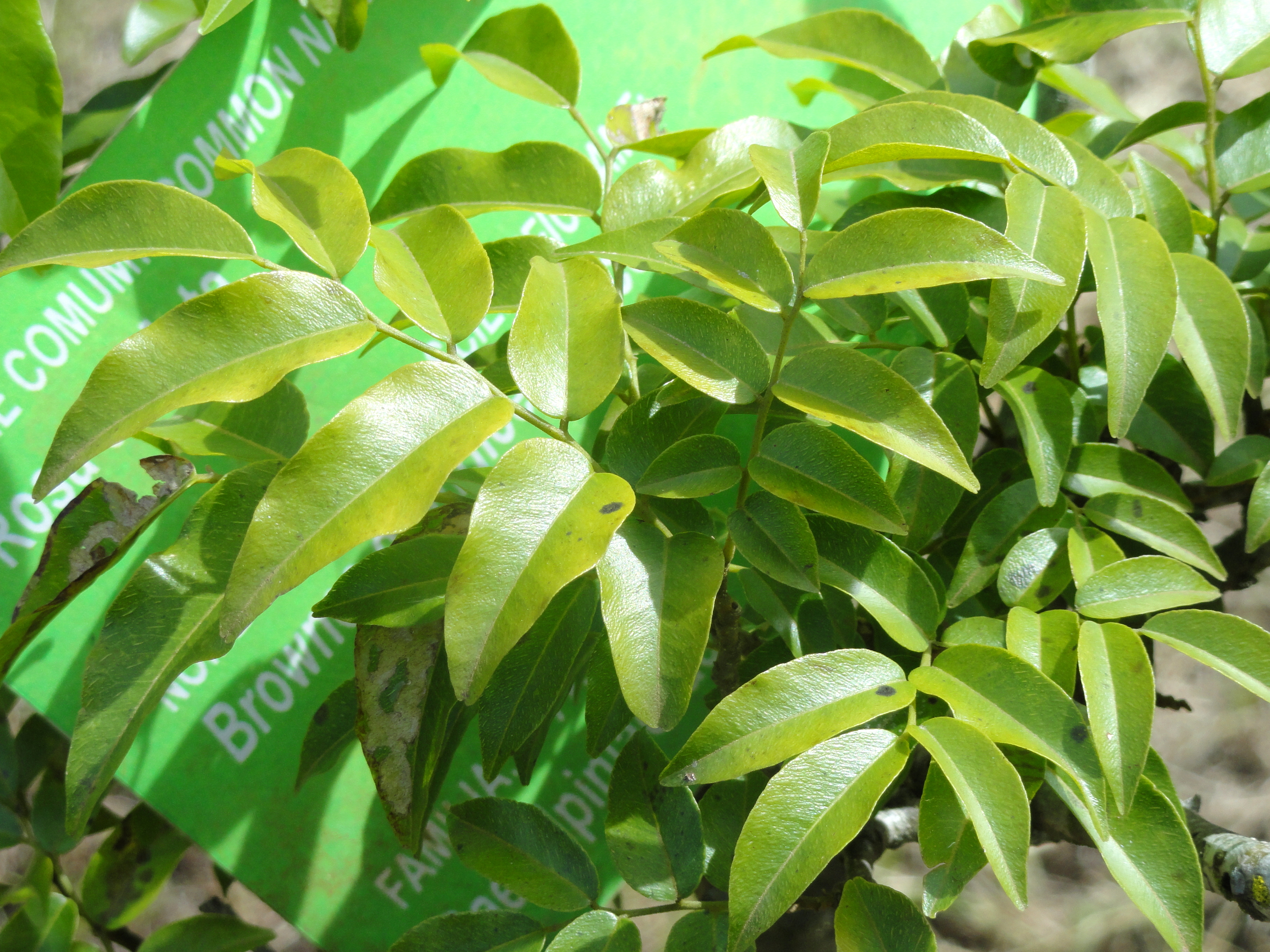
Foglie
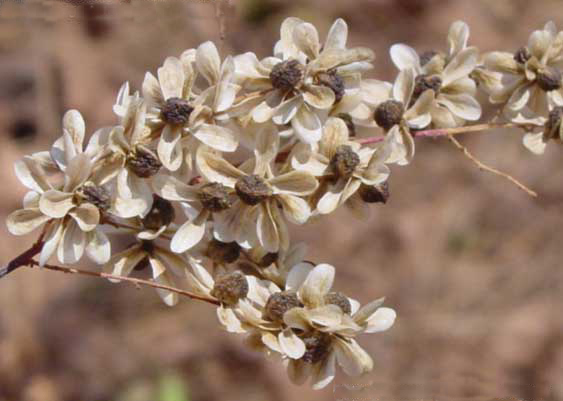
Fiori e frutti

## Distribuzione e habitat
La specie è diffusa in Argentina, Brasile, Bolivia e Paraguay.
È un'essenza tipica della caatinga e del cerrado brasiliani.